# Akustik-Deckensegel

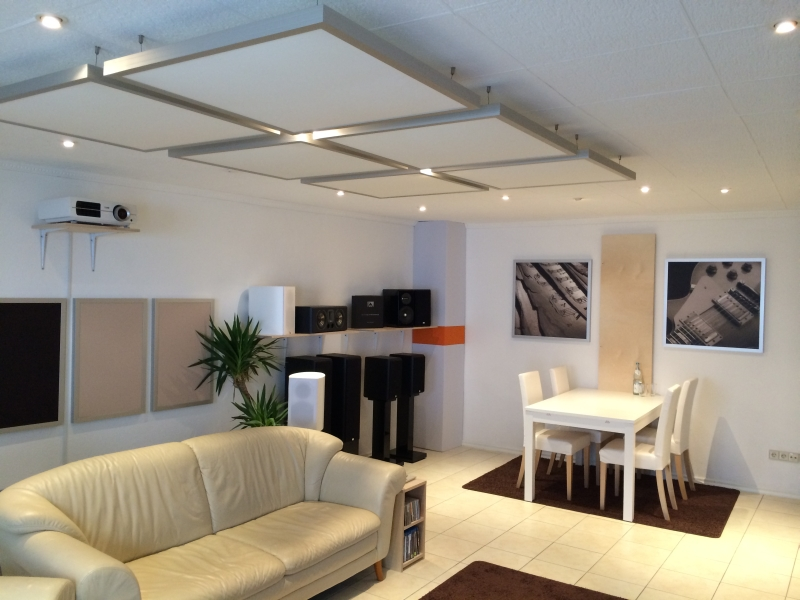
Deckenabsorber

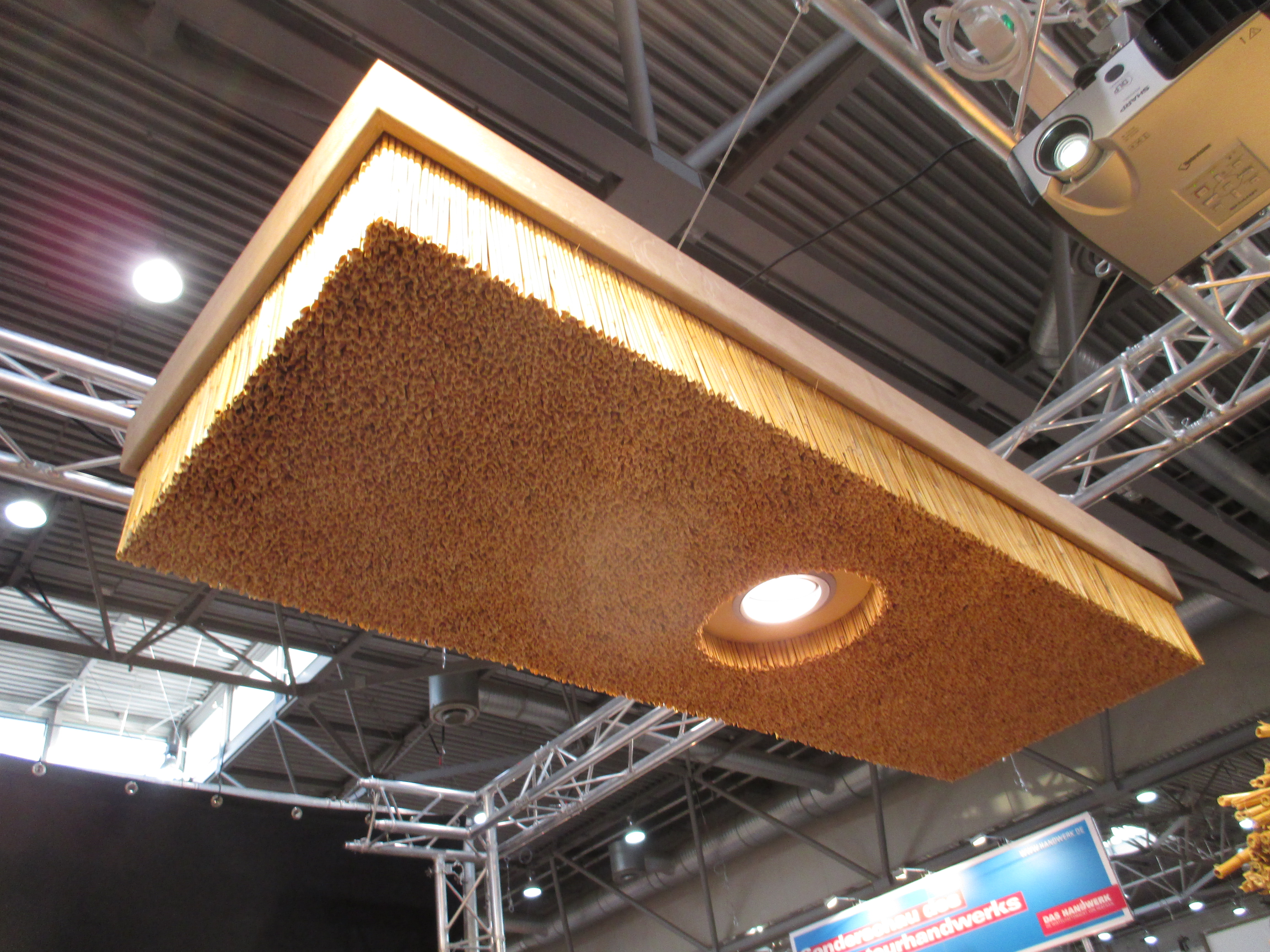
Deckenabsorber mit Diffusor im Hintergrund

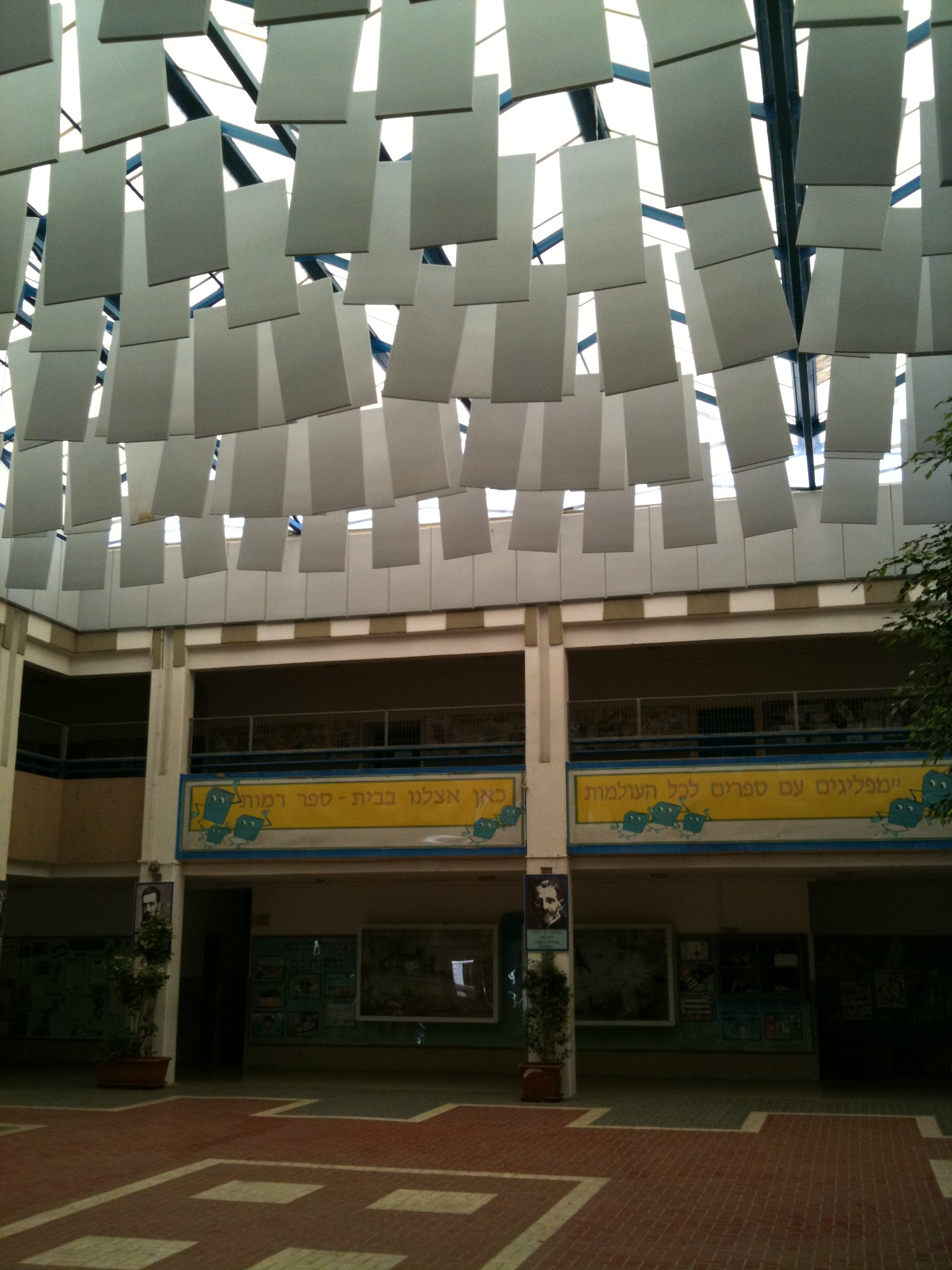
Vertikal montierte Deckensegel

Akustik-Deckensegel sind deckenseitig montierte Schallabsorber, welche Reflexionsschall unterdrücken sollen und damit zur Verbesserung der Akustik in Räumen beitragen können. Sie kommen in Tonstudios, Konzerthallen und zunehmend auch in Konferenzräumen zur Anwendung.

## Beschreibung
Deckensegel können aus verschiedenen akustisch wirksamen Materialien (Steinwolle, Glaswolle, Polyester, Textilien, Holz oder Gips) gefertigt sein. Diese akustisch wirksamen Materialien sollen die Raumreflexionen reduzieren, aber dennoch leicht sein, um noch an Decken montiert werden zu können. Da die Decke eine meist ungenutzte Fläche darstellt, bietet sich hier großes Potential an akustischer Optimierung. Die Schallwellen durchtreten auf dem Weg zur Decke und zurück zweifach den Absorbern, wodurch dieser doppelt wirkt. Hochfrequente Anteile, die reflektiert werden, bewegen sich mitunter mehrfach zwischen Absorber und Decke hin und her und schwächen sich dadurch in ihrer Amplitude stärker ab.
In Räumen, in denen viel gesprochen wird (Bildung, Büros, Restaurants etc.), sollten Absorber eingesetzt werden, welche im Sprachbereich (120 Hz bis 4 kHz) am meisten Wirkung entfalten.

## Installation
Akustik-Deckensegel können mit Hilfe von verschiedenen Verseilungen, Beschlägen in unterschiedlichen Rastern an der Decke befestigt werden. Dabei sind die bauaufsichtlichen Vorschriften zu beachten, um die Gesamtdeckenlast nicht zu überschreiten.
Der Abstand des Absorbers zur Decke ist so zu bemessen, dass dieser am Punkt der maximalen Schallschnelle, bei ca. 1/4 der zu behandelnden Wellenlänge liegt.

## Brandverhalten
Weiter sind Brandschutzvorschriften zu beachten, welche im jeweiligen Land und Stadt zum Tragen kommen (DIN, VDI, VKF, British Standards). Unterschiedliche Materialien weisen auch unterschiedliche Brandverhalten auf.
Brandverhalten
1. nicht brennbar
2. schwerbrennbar
3. brennbar

| Material   |   |
| ---------- | - |
| Glaswolle  | 1 |
| Steinwolle | 1 |
| Polyester  | 2 |
| Holz       | 2 |
| Gips       | 1 |